# Enantiornithes
Enantiornithes, significando "opostos às aves" (devido aos ossos de seus pés serem fundidos de maneira diferente nas aves modernas), são um grupo extinto de aves voadoras.
Foram incorretamente relacionadas a modernos grupos de aves e considerados como uma subclasse distinta por C.A. Walker em 1981, baseado em alguns restos parciais do Cretáceo Superior da Argentina. Nos anos 90, mais enantiornitinos completos foram descobertos e foi melhor demonstrado que alguns anteriormente considerados aves modernas (Iberomesornis, Sinornis) têm características enantiornitinas.
Enantiornithines foram encontrados na América do Norte, América do Sul, Europa, Ásia e Austrália. Fósseis conhecidos atribuíveis a este grupo são exclusivamente do Cretáceo e se acredita que este grupo de animais se tornou extinto na mesma época de seus parentes dinossauros.
Um estudo biogeográfico sugeriu que a distribuição dos enantiornitinos implica uma origem no Jurássico Médio para o ramo, mas esta teoria não foi ainda largamente aceita pelos paleo-ornitologistas. Fósseis foram encontrados na Argentina (Walker 1981), América do Norte (Hutchison 1993), México (Brodkorb 1976), Mongólia (Elzanowski 1981), Austrália, e Espanha. Os mais antigos enatiornithines conhecidos são do Cretáceo Inferior) da Espanha (eg. Noguerornis) e China (eg. Eoenantiornis), e os mais recentes do Cretáceo Superior das Américas do Norte e do Sul (eg. Avisaurus).
Enantiornithines são mais avançados do que o Arqueopterix, mas mais primitivos que todos os pássaros vivos (Neornithes). Mais de 30 espécies foram nomeadas, mas provavelmente nem todas são válidas. Todos exceto os mais primitivos enantiornithes pertencem ao ramo chamado Euenantiornithes.   Alguns tinham muitos dentes, mas outros eram desdentados. Eles foram encontrados tanto em sedimentos  em terra quanto marinhos, sugerindo que eles eram um grupo ecologicamente diverso. Os menores enantiornithines são descritos como do tamanho de pardais, mas Enantiornis eram muito maiores, com uma envergadura de 1,2m.
Embora muitos espécimes incompletos de enatiornithines tenham impedido as tentativas de compreender a filogenia deste grupo, alguns exemplos estão tão bem-preservados que podemos distinguir até suas penas. Alguns poucos exemplos de enantiornithines embriônicos foram encontrados dentro de ovos fossilizados. Recentemente, paleontólogos na China encontraram um fóssil de enantiornithine com penas adequadas ao vôo em suas pernas, assim como em seus braços, conectando-se com o dinossauro de quatro asas Microraptor. Isto pode sugerir que alguns antigos pássaros tinham quatro asas, e não duas. No entanto, as penas nas pernas do enantiornithine diferem das do Microraptor em serem mais curtas, e somente se estenderem até o tornozelo ao invés de situadas nos pés como no dinossauro de quatro asas.

## Taxonomia
SUBCLASSE ENANTIORNITHES
- Enantiornithes basais e Enantiornithes incerta sedis
  - Dapingfangornis (Cretácico inferior, China)
  - "Liaoxiornis" (Cretácico inferior, China) - a nomen dubium
  - Elsornis (Cretácico superior, Mongolia)
  - Ordem Iberomesornithiformes (disputada)
    - Família Iberomesornithidae
      - Iberomesornis (Cretácico inferior)
      - Noguerornis (Cretácico inferior, Espanha)
- Superordem Euenantiornithes
  - Euenantiornithes basais
  - Concornis (Cretácico inferior, Espanha)
  - Eoalulavis (Cretácico, Espanha)
  - Euenantiornithes incerta sedis
  - Boluochia (Cretácico inferior, China) - cathayornithid?
  - Cuspirostrisornis (Cretácico inferior, China)
  - Eoenantiornis (Cretácico inferior, China)
  - Largirostrornis (Cretácico inferior, China)
  - Longchengornis (Cretácico inferior, China)
  - Longirostravis (Cretácico inferior of Yixian County, China)
  - Hebeiornis (Cretácico inferior, China)
  - Gurilynia (Cretácico superior, Mongolia)
  - Halimornis (Cretácico superior, USA)
  - Lectavis (Cretácico superior)
  - Lenesornis (Cretácico superior)
  - Yungavolucris (Cretácico superior)
  - Família Kuszholiidae (disputada)
    - Kuszholia (Cretácico superior)

  - Ordem Aberratiodontuiformes (disputada)
    - Família Aberratiodontuidae
      - Aberratiodontus (Cretácico inferior, China)

  - Ordem "Cathayornithiformes" (disputada)
    - Família "Cathyornithidae"
      - Sinornis/Cathayornis (Cretácico inferior, China)
      - Eocathayornis (Cretácico inferior of China)

  - Ordem Alexornithiformes (disputada)
    - Família Alexornithidae
      - Alexornis (Cretácico superior)
      - Kizylkumavis (Cretácico superior)
      - Sazavis (Cretácico superior)

  - Ordem Gobipterygiformes (disputada)
    - Família Gobipterygidae
      - Gobipteryx (Cretácico superior)

  - Ordem Enantiornithiformes
    - Família Enantiornithidae (disputada)
      - Enantiornis (Cretácico superior)

    - Família Avisauridae
      - Avisaurus (Cretácico superior)
      - Neuquenornis (Cretácico superior, Argentina)
      - Soroavisaurus (Cretácico superior, Argentina)

Outros géneros, por vezes classificados como Enantiornithes:
- Longipteryx (Cretácico inferior)
- Protopteryx (Cretácico inferior)
- Nanantius (Cretácico)
- Abavornis (Cretácico superior)
- Horezmavis (Cretácico superior)
- Gargantuavis (Cretácico superior)
- Incolornis (Cretácico superior)
- Patagopteryx (Cretácico superior)
- Family Zhyraornithidae
  - Zhyraornis (Cretácico superior)
- Catenoleimus
- Explorornis